# الا جوزفین بیکر
الا جوزفین بیکر (انگلیسی: Ella Baker; ۱۳ دسامبر ۱۹۰۳ – ۱۳ دسامبر ۱۹۸۶) یک فعال حقوق بشر آفریقایی-آمریکایی اهل ویرجینا بود. او تحصیلات خود را در کارولینای شمالی تمام کرد و البته بیشتر در نیویورک کار کرده بود.

## فعالیت‌ها
الا جوزفین بیکر بیش از پنج دهه فعالیت داشت و به‌طور گسترده در پشت صحنه و در کنار فعالین حقوق مدنی قرن بیستم فعالیت می‌کرد. از جمله ویلیام دوبوآ، تورگود مارشال، ای. فیلیپ راندولف و مارتین لوتر کینگ. وی همچنین به بسیاری از فعالین نوظهور حقوق مدنی، ازجمله رزا پارکس را آموزش داد.
بیکر رهبری حرفه‌ای و کاریزماتیک را مورد انتقاد قرار می‌داد. او مروج سازمان‌های مردمی، دموکراسی رادیکال بود و معتقد بود که سرکوب شدگان باید جایگاه خود را پیدا کرده و توان دفاع داشته باشند. او به عنوان یکی از مهم‌ترین رهبران آفریقایی-آمریکایی قرن بیستم و شاید با نفوذترین زن جنبش حقوق مدنی شناخته شده‌است. او نه تنها در به نقد کشیدن نژادپرستی در فرهنگ آمریکا شناخته می‌شد، بلکه به جنسیت گرایی و دستگاه کلاسیک جنبش حقوق مدنی انتقاد می‌کرد.

## زندگی
الا بیکر در ویرجینا به دنیا آمد. مادر بزرگ او در زمان کودکی به بردگی کشیده شده بود.
بعد از اتمام تحصیلات به نیویورک رفت، زمانی که بسیاری از سیاهپوستان از جنوب آمریکا به دلیل ستم و ظلمی که علیه‌شان اعمال می‌شد، مهاجرت کردند.
در سال ۱۹۳۸، بیکر همکاری خود را با انجمن ملی پیشرفت رنگین پوستان NAACP در شهر نیویورک شروع کرد. در سال ۱۹۴۰ او به عنوان وزیر استخدام شد. او جهت استخدام اعضاء، جمع‌آوری پول و سازماندهی شوراهای محلی، به‌طور گسترده به جنوب سفر کرد.
به عنوان یک زن صریح و قاطع، به برابری اعتقاد داشت. او معتقد بود که استحکام یک سازمان از پایین به بالا و نه از بالا به پایین است.
او نخبه گرایی را نکوهش می‌کرد و اعتقاد داشت که رمز موفقیت هر سازمانی به اعتبار رهبران بلندپایه او نیست، بلکه در تعهدپذیری و سخت کوشی اعضا و توانایی آن‌ها برای شرکت در بحث و تصمیم‌گیری‌ها می‌باشد. او به‌طور ویژه بر اهمیت نقش جوانان و زنان در سازمان تأکید داشت.

## سال‌های پایانی
در سال ۱۹۶۷ بیکر به نیویورک بازگشت و فعالیت خود را ادامه داد. او بعداً با آرتور کانوی و دیگر اعضا کمیته حزب توده وارد همکاری شد و یک سازمان سوسیالیستی را تشکیل داد. در سال ۱۹۷۲، او به ایالتش بازگشت تا در کمپین آزادی آنجلا شرکت کند. آنجلا دیویس فعال و نویسنده بود که به عنوان کمونیست دستگیرشده بود. بیکر همچنین از جنبش استقلال پورتوریکو حمایت کرد و علیه تبعیض نژادی در آفریقای جنوبی سخن گفت. او با تعدادی از گروه‌های زنان شامل اتحادیه بین‌المللی زنان برای صلح و آزادی متحد شد.
او تا سن ۸۳ سالگی به فعالیت‌های خود ادامه داد. بیکر شخصیت بسیار مستقلی داشت. نزدیکان او نمی‌دانستند که او برای بیست سال با باب رابرتز ازدواج کرده بود چرا که او اسم فامیل خود را نگه داشته بود.